# Dongzhi

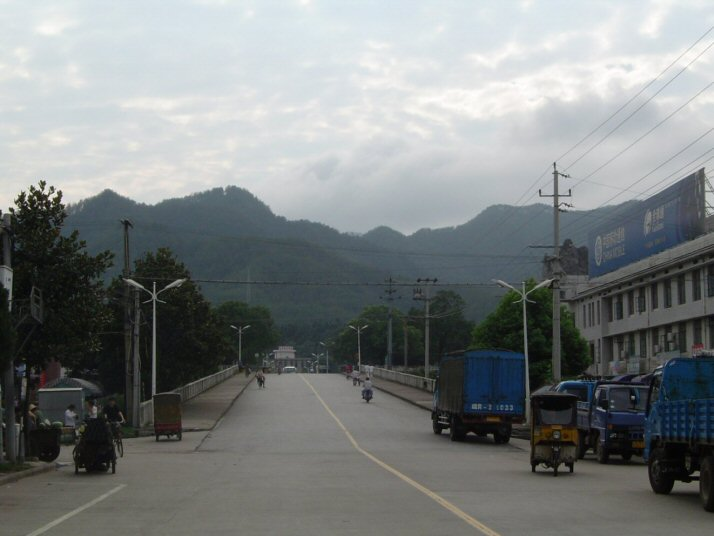
Straße in Yaodu im Kreis Dongzhi

Dongzhi (东至县; Pinyin: Dōngzhì Xiàn) ist ein Kreis der bezirksfreien Stadt Chizhou in der chinesischen Provinz Anhui. Dongzhi hat eine Fläche von 3260 km² und zählt 489.000 Einwohner (Stand: Ende 2018).
Der Name des Kreises wurde in Fachkreisen international bekannt, nachdem bei archäologischen Ausgrabungen in der Großgemeinde Yaodu zahlreiche Fossilien, darunter der 300.000 Jahre alte Schädel eines Menschen, in der Hualong-Höhle gefunden worden waren.

## Administrative Gliederung
Dongzhi setzt sich aus zwölf Großgemeinden und drei Gemeinden zusammen. Diese sind:
| Großgemeinde Yaodu (尧渡镇), Hauptort, Sitz der Kreisregierung; Großgemeinde Dadukou (大渡口镇); Großgemeinde Dongliu (东流镇); Großgemeinde Gegong (葛公镇); Großgemeinde Guangang (官港镇); Großgemeinde Longquan (龙泉镇); Großgemeinde Nixi (泥溪镇); | Großgemeinde Shengli (胜利镇); Großgemeinde Xiangyu (香隅镇); Großgemeinde Yanghu (洋湖镇); Großgemeinde Zhangxi (张溪镇); Großgemeinde Zhaotan (昭潭镇); Gemeinde Huayuanli (花园里乡); Gemeinde Muta (木塔乡); Gemeinde Qingshan (青山乡). |